# محمد حمود (لاعب كرة قدم)
محمد حمود (20 أبريل 1980) هو لاعب كرة قدم لبناني يلعب في مركز حراسة المرمى مع نادي البرج في الدوري اللبناني الممتاز.

## المسيرة الكروية
بدأ حمود مسيرته مع نادي العهد في 2009. لعب مع نادي النجمة موسم 2013–14 معارًا. استمر مع العهد حتى 2020، وحقق معهم الدوري 4 مرات، كأس لبنان مرتين بالإضافة إلى كأس الاتحاد الآسيوي 2019. في 28 يونيو 2020، وقّع اللاعب عقدًا لمدة سنتين مع نادي البرج.

## الإنجازات

### النادي
العهد
- كأس الاتحاد الآسيوي: 2019
- الدوري اللبناني الممتاز: 2014–15، 2016–17، 2017–18، 2018–19
- كأس لبنان: 2017–18، 2018–19
- كأس النخبة اللبناني: 2015
- كأس السوبر اللبناني: 2015، 2017، 2018، 2019

### الفردية
الجوائز
- تشكيلة الموسم في الدوري اللبناني الممتاز: 2009–10[2]، 2010–11<ref>"معتوق أفضل لاعب لبناني وحيدر يطالب بإصلاحات". الأخبار. مؤرشف من الأصل في 2020-10-07. اطلع عليه بتاريخ 2019-05-14.
- جائزة المنار للأخلاق الرياضية: 2011–12<ref>"...مهرجان كرة المنار يختار نجارين". www.sport.almanar.com.lb. مؤرشف من الأصل في 2021-10-26. اطلع عليه بتاريخ 2019-05-13.

## وصلات خارجية
محمد حمود على فرق كرة القدم الوطنية.كوم
محمد حمود  على سكروي
محمد حمود على موقع أف آي لبنان (FA Lebanon)